# Gens Cocceia
Die gens Cocceia (Gentilname Cocceius, Plural Cocceii, deutsch Cocceier) war eine römische Familie (gens). Sie trat insbesondere in der römischen Kaiserzeit auf und brachte den Kaiser Nerva (Marcus Cocceius Nerva) hervor.
Namensträger:
- Gaius Cocceius Balbus, römischer Suffektkonsul 39 v. Chr.
- Lucius Cocceius Nerva, römischer Politiker
- Lucius Cocceius Auctus, römischer Architekt, Freigelassener wohl des Lucius Cocceius Nerva
- Cocceius (Toreut), römischer Toreut um die Zeitenwende
- Marcus Cocceius Nerva (Konsul 36 v. Chr.), römischer Politiker
- Marcus Cocceius Nerva (Jurist) († 33), römischer Senator und Jurist, Suffektkonsul um 22
- Marcus Cocceius Nerva (Vater des Nerva), römischer Politiker, Vater des Kaisers Nerva
- Marcus Cocceius Nerva (30–98), römischer Kaiser, siehe Nerva
- Lucius Cocceius Iustus, römischer Statthalter (1./2. Jahrhundert)
- Sextus Cocceius Severianus Honorinus, römischer Suffektkonsul 147
- Marcus Cocceius Anicius Faustus Flavianus, Patricius und Statthalter, 4. Jahrhundert

Weibliche Angehörige der Familie:
- Cocceia, Schwester des römischen Kaisers Nerva